# Delphinium dubium
La speronella alpina ((Rouy & Foucaud) Pawl., 1933) è una pianta appartenente alla famiglia delle Ranunculaceae diffusa nell'arco alpino e sulla catena montuosa dei Pirenei.

## Descrizione
Può raggiungere un metro di altezza. Possiede foglie palmate e spighe di fiori irregolari di colore azzurro o violetto, dotato di sperone.